# 줄리아나 카나로조

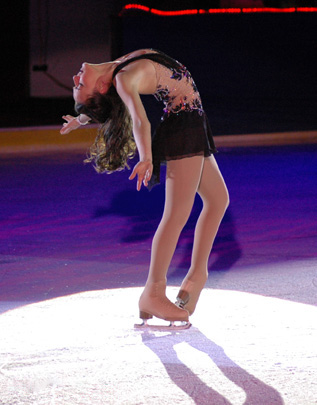

줄리아나 카나로조(Juliana Cannarozzo, 1989년 8월 27일 ~ )는 미국의 배우, 피겨 스케이팅 선수, 영화배우이다.
보스턴에서 태어났다.

## 영화
- 아이스 프린세스 (2005년) - 조 블로치 역